# Liste der Kulturgüter in Belmont-Broye
Die Liste der Kulturgüter in Belmont-Broye enthält alle Objekte in der Gemeinde Belmont-Broye im Kanton Freiburg, die gemäss der Haager Konvention zum Schutz von Kulturgut bei bewaffneten Konflikten, dem Bundesgesetz vom 20. Juni 2014 über den Schutz der Kulturgüter bei bewaffneten Konflikten sowie der Verordnung vom 29. Oktober 2014 über den Schutz der Kulturgüter bei bewaffneten Konflikten unter Schutz stehen.
Objekte der Kategorie A und B sind vollständig in der Liste enthalten, Objekte der Kategorie C fehlen zurzeit (Stand: 1. Januar 2023).

## Kulturgüter
| Foto | | Objekt | Kat. | Typ | Standort                                                     | Beschreibung |
| ---- | --- | --- | ---- | --- | ------------------------------------------------------------ | ------------ |
| ja   | Datei hochladen · Wikidata zu Herrenhaus Gottrau (Q29479009)                                                                             | Herrenhaus Gottrau / Manoir de Gottrau KGS-Nr.: 02215 | A    | G   | Léchelles, Route de Payerne 5 567715 / 186442                |              |
| BW   | Datei hochladen · Wikidata zu Gallorömisches Mausoleum / Kapelle und Wohnhaus des Mittelalters und der Neuzeit (Q114270315)              | Gallorömisches Mausoleum / Kapelle und Wohnhaus des Mittelalters und der Neuzeit (vollständig unterirdisch)/ Mausolée gallo-romain / chapelle et habitat du moyen âge-époque moderne (entièrement enterré) KGS-Nr.: 16501 | A    | F   | Domdidier, Grand-Rhain rund um die Nummer 52 567311 / 190601 |              |
| ja   | Datei hochladen · Wikidata zu Kapelle Notre-Dame-de-Compassion (Q29687747)                                                               | Kapelle Notre-Dame-de-Compassion / Chapelle Notre-Dame-de-Compassion KGS-Nr.: 02012 | B    | G   | Domdidier, Grand-Rhain 52 567311 / 190601                    |              |
| ja   | Datei hochladen · Wikidata zu Herrenhaus de Fégely (Q29687783)                                                                           | Herrenhaus de Fégely / Manoir de Fégely KGS-Nr.: 02013 | B    | G   | Domdidier, Rue du Château 6 567531 / 190619                  |              |
| ja   | Datei hochladen · Wikidata zu Pfarrkirche Saint-Didier (Q29687799)                                                                       | Pfarrkirche Saint-Didier / Église paroissiale Saint-Didier KGS-Nr.: 13046 | B    | G   | Domdidier, Route des Grandseys 6 567707 / 190492             |              |
| ja   | Datei hochladen · Wikidata zu Bauernhaus Corminboeuf (Q29687833)                                                                         | Bauernhaus Corminboeuf / Ferme Corminboeuf KGS-Nr.: 13047 | B    | G   | Domdidier, Grand-Rhain 41 567389 / 190582                    |              |
| ja   | Datei hochladen · Wikidata zu Bauernhaus Pierre Despond (Q29687849)                                                                      | Bauernhaus Pierre Despond / Ferme de Pierre Despond KGS-Nr.: 13048 | B    | G   | Domdidier, Grand-Rhain 47 567319 / 190538                    |              |
| ja   | Datei hochladen · Wikidata zu Herrenhaus de Fégely (Q29687917)                                                                           | Herrenhaus de Fégely / Manoir de Fégely KGS-Nr.: 13049 | B    | G   | Domdidier, Rue du Château 35 567663 / 190581                 |              |
| ja   | Datei hochladen · Wikidata zu Pfarrkirche Saints-Pierre-et-Paul (Q29687816)                                                              | Pfarrkirche Saints-Pierre-et-Paul / Église paroissiale Saints-Pierre-et-Paul KGS-Nr.: 13050 | B    | G   | Dompierre, Vers l’Église 1 565685 / 189192                   |              |
| BW   | Datei hochladen · Wikidata zu Speicher (Q29687866)                                                                                       | Speicher / Grenier KGS-Nr.: 13051 | B    | G   | Dompierre, Le Bastillon 19c 565536 / 189025                  |              |
| BW   | Datei hochladen · Wikidata zu Haus François-Pierre de Castella de Montagny (Q29687942)                                                   | Haus François-Pierre de Castella de Montagny / Maison de François-Pierre de Castella de Montagny KGS-Nr.: 13052 | B    | G   | Dompierre, Vers l’Église 4 565671 / 189128                   |              |
| BW   | Datei hochladen · Wikidata zu Kapelle Saint-Nicolas-de-Myre (Q29687764)                                                                  | Kapelle Saint-Nicolas-de-Myre / Chapelle Saint-Nicolas-de-Myre KGS-Nr.: 13316 | B    | G   | Russy, Rue de la Chapelle 15 566650 / 188059                 |              |
| BW   | Datei hochladen · Wikidata zu Wohnung im Bauernhaus des Landguts Werly (Q29687900)                                                       | Wohnung im Bauernhaus des Landguts Werly / Logis de la ferme du manoir Werly KGS-Nr.: 13317 | B    | G   | Russy, Rue de la Chapelle 10 566614 / 188123                 |              |
| BW   | Datei hochladen · Wikidata zu Herrenhaus Werly und später Montenach, Sommerresidenz des Bischofs Joseph-Nicolas de Montenach (Q29687934) | Herrenhaus Werly und später Montenach, Sommerresidenz des Bischofs Joseph-Nicolas de Montenach / Manoir Werly puis de Montenach, résidence d’été de Mgr Joseph-Nicolas de Montenach KGS-Nr.: 13318                        | B    | G   | Russy, Rue de la Chapelle 9 566642 / 188075                  |              |